# Finn Schiander
Finn Schiander (Oslo, 7 de mayo de 1889-Ringsaker, 7 de junio de 1967) fue un deportista noruego que compitió en vela en la clase 8 Metre. Participó en los Juegos Olímpicos de Amberes 1920, obteniendo una medalla de plata en la clase 8 Metre.

## Palmarés internacional
| Juegos Olímpicos | Juegos Olímpicos  | Juegos Olímpicos | Juegos Olímpicos       |
| Año              | Lugar             | Medalla          | Clase                  |
| ---------------- | ----------------- | ---------------- | ---------------------- |
| 1920             | Amberes (Bélgica) | Medalla de plata | 8 Metre (sistema 1919) |